# Nowa Zelandia na Mistrzostwach Świata w Lekkoatletyce 2015
Nowa Zelandia na Mistrzostwach Świata w Lekkoatletyce 2015 – reprezentacja Nowej Zelandii podczas czempionatu w Pekinie liczyła 12 zawodników, z których żaden nie zdobył medalu.

## Występy reprezentantów Nowej Zelandii

### Mężczyźni

#### Konkurencje biegowe
| Konkurencja         | Zawodnik         | Runda 1  | Runda 1 | Półfinał | Półfinał | Finał        | Finał   |
| Konkurencja         | Zawodnik         | Rezultat | Pozycja | Rezultat | Pozycja  | Rezultat     | Pozycja |
| ------------------- | ---------------- | -------- | ------- | -------- | -------- | ------------ | ------- |
| Bieg na 1500 m      | Julian Matthews  | 3:39,57  | 16. Q   | 3:40,45  | 11.      | NQ           | NQ      |
| Bieg na 1500 m      | Nick Willis      | 3:38,27  | 3. Q    | 3:43,57  | 14. Q    | 3:35,46      | 6.      |
| Bieg na 400 m p.pł. | Michael Cochrane | 49,58    | 28.     | NQ       | NQ       | NQ           | NQ      |
| Chód na 20 km       | Quentin Rew      | —        | —       | —        | —        | 1:22:18 (SB) | 17.     |
| Chód na 50 km       | Quentin Rew      | —        | —       | —        | —        | 3:48:48 (PB) | 10.     |

#### Konkurencje techniczne
| Konkurencja    | Zawodnik        | Eliminacje | Eliminacje | Finał      | Finał   |
| Konkurencja    | Zawodnik        | Rezultat   | Pozycja    | Rezultat   | Pozycja |
| -------------- | --------------- | ---------- | ---------- | ---------- | ------- |
| Pchnięcie kulą | Tomas Walsh     | 20,49      | 7. q       | 21,58 (AR) | 4.      |
| Pchnięcie kulą | Jacko Gill      | 19,94      | 12. q      | 20,11      | 8.      |
| Rzut oszczepem | Stuart Farquhar | 78,30      | 23.        | NQ         | NQ      |

### Kobiety

#### Konkurencje biegowe
| Konkurencja                   | Zawodniczka   | Runda 1  | Runda 1 | Półfinał | Półfinał | Finał        | Finał   |
| Konkurencja                   | Zawodniczka   | Rezultat | Pozycja | Rezultat | Pozycja  | Rezultat     | Pozycja |
| ----------------------------- | ------------- | -------- | ------- | -------- | -------- | ------------ | ------- |
| Bieg na 800 m                 | Angie Petty   | 2:00,62  | 16. q   | 1:59,63  | 16.      | NQ           | NQ      |
| Bieg na 1500 m                | Nikki Hamblin | 4:16,65  | 31.     | NQ       | NQ       | NQ           | NQ      |
| Bieg na 5000 m                | Nikki Hamblin | DNS      | DNS     | —        | —        | NQ           | NQ      |
| Bieg na 3000 m z przeszkodami | Rosa Flanagan | 10:00,71 | 37.     | —        | —        | NQ           | NQ      |
| Chód na 20 km                 | Alana Barber  | —        | —       | —        | —        | 1:33:20 (NR) | 18.     |

#### Konkurencje techniczne
| Konkurencja  | Zawodniczka      | Eliminacje | Eliminacje | Finał    | Finał   |
| Konkurencja  | Zawodniczka      | Rezultat   | Pozycja    | Rezultat | Pozycja |
| ------------ | ---------------- | ---------- | ---------- | -------- | ------- |
| Rzut dyskiem | Siositina Hakeai | 54,89      | 30.        | NQ       | NQ      |
| Rzut dyskiem | Te Rina Keenan   | 59,20      | 18.        | NQ       | NQ      |

| Siedmiobój  | Siedmiobój         | Siedmiobój | Siedmiobój | Siedmiobój |
| Zawodniczka | Konkurencja        | Wynik      | Punkty     | Pozycja    |
| ----------- | ------------------ | ---------- | ---------- | ---------- |
| Portia Bing | Bieg na 100 m p.pł | 13,59 (PB) | 1037       | 15.        |
| Portia Bing | Skok wzwyż         | 1,80 (PB)  | 978        | 20.        |
| Portia Bing | Pchnięcie kulą     | 13,60 (PB) | 767        | 17.        |
| Portia Bing | Bieg na 200 m      | 24,00      | 981        | 6.         |
| Portia Bing | Skok w dal         | 5,95       | 834        | 23.        |
| Portia Bing | Rzut oszczepem     | 34,69      | 566        | 31.        |
| Portia Bing | Bieg na 800 m      | 2:14,88    | 894        | 13.        |
| Razem       | Razem              | Razem      | 6057       | 16.        |